# آب‌انبار هفتادر
آب‌انبار هفتادر مربوط به دوره پهلوی است و در اردکان، بخش عقدا، دهستان عقدا، روستای هفتادر واقع شده و این اثر در تاریخ ۱۵ دی ۱۳۸۷ با شمارهٔ ثبت ۲۴۳۶۳ به‌عنوان یکی از آثار ملی ایران به ثبت رسیده است.